# 日本桥旧址
日本桥旧址，现名胜利桥，位于辽宁省大连市中山区上海路与西岗区团结路交汇处。桥的南北两端各有一个小广场，辐射多条道路。已列为大连市文物保护单位。

## 历史
1899年，俄国人在铁路深沟上面架起跨线的露西亚木桥，连接桥北的俄罗斯街（行政街）和市民居住区，为大连的城市原点。桥的南北两端各有一个小广场，辐射多条道路。桥北广场辐射出胜利街（杰波夫街、乃木町）、上海路（煤炭大街、北大山通）、团结街（工程师大街、露西亚町、儿玉町），桥南广场辐射出长江路（寺内通、监部通）、上海路（乌伊茨特大街、大山通）、友好路（伊势町通）。
日俄战争之后，1908年，日本满铁公司将木桥拆除重建为钢筋混凝土桥梁，命名为“日本桥”。1945年日本战败后更名为胜利桥。

## 建筑
“日本桥”是当时大连最大的跨线桥，长97米、宽22米。有轨电车从桥上通过。

## 保护
2013年3月25日，日本桥旧址由大连市人民政府公布为第六批大连市文物保护单位。